# Santa Maria de Bonestarre
Santa Maria o Mare de Déu de Bonestarre és l'església del poble de Bonestarre, a la comarca del Pallars Sobirà, dins de l'antic terme del mateix nom. És una església d'origen romànic, tot i que transformada en època moderna. Eclesiàsticament, és sufragània de la parròquia de Sant Romà d'Anàs.

## Descripció

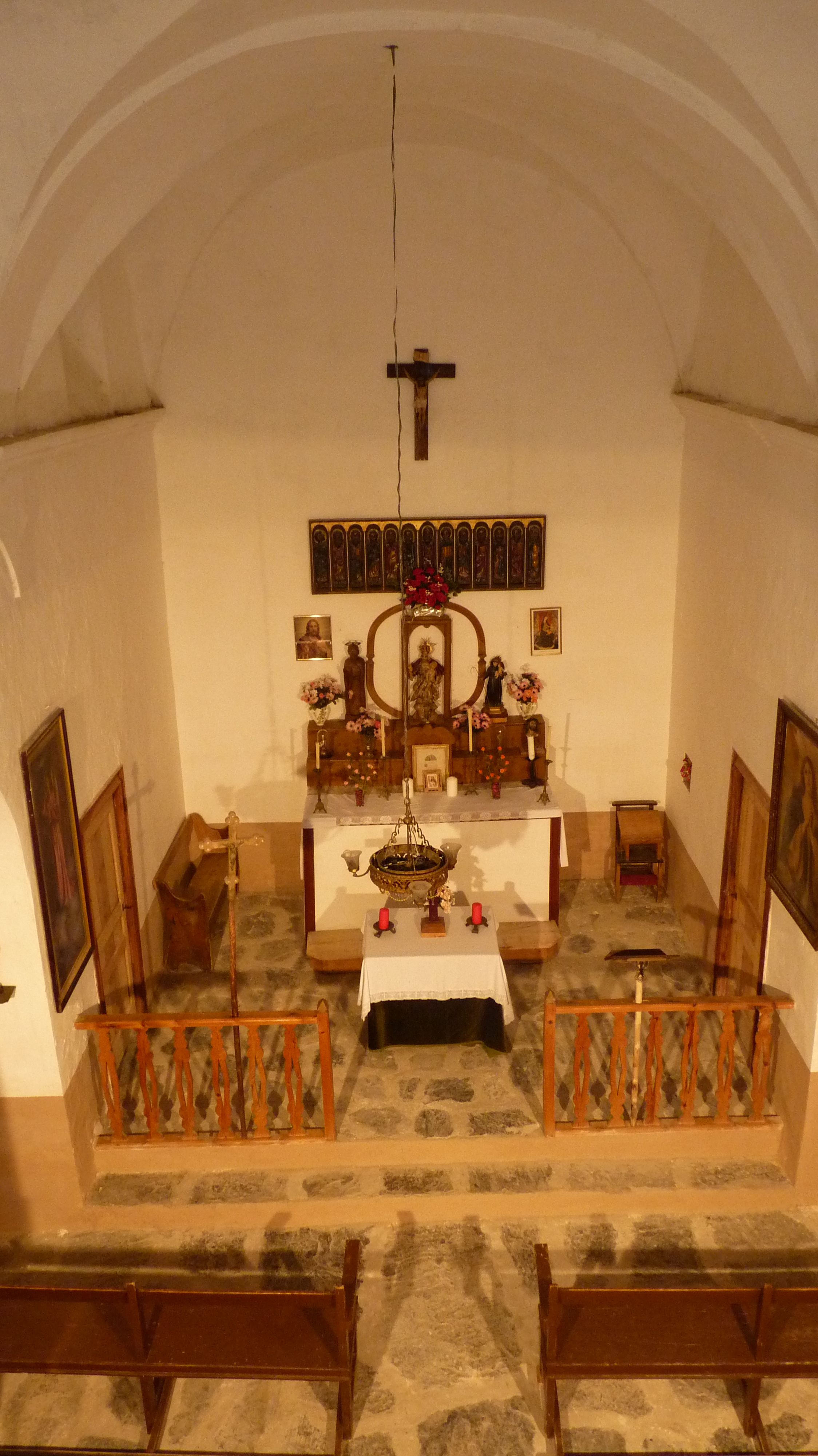
Interior de l'esglèsia de la Mare de Déu de Bonestarre

Església d'una sola nau dividida en quatre trams, amb capella, laterals i sense absis. La façana està orientada a migdia sota el pinyó de la coberta, en la qual s'obren, a costat i costat, estretes espitlleres, al centre la porta d'arc de mig punt i a sobre d'aquesta un òcul i una finestra. A la dreta s'aixeca una torre campanar amb xapitell. Les parets de pedra són arrebossades. La coberta és de llicorella a dues vessants.